# 勒内·布尔克
勒内·布尔克（法語：René Bourque，1981年12月10日—），加拿大男子冰球运动员，场上位置是前锋。他曾代表加拿大国家队参加2018年冬季奥林匹克运动会冰球比赛，获得一枚铜牌。